# Paulo Roberto Jamelli Júnior
Paulo Roberto Jamelli Júnior, besser bekannt als Paulo Jamelli, (geboren am 22. Juli 1974 in São Paulo) ist ein ehemaliger brasilianischer Fußballspieler und seit 2011 Fußballtrainer des Vereins Clube Náutico Marcílio Dias. 2008 war er technischer Koordinator des Verein Coritiba FC, gab am 1. April 2009 den Posten wieder ab, da es Probleme mit dem damaligen Trainer Ivo Wortmann gab.

## Karriere

### Frühere Jahre (1994 bis 1997)
Der Stürmer begann seine Karriere 1994 beim FC São Paulo, wo er im ersten Jahr seine ersten sieben Ligaspiele in der Série A bestritt, jedoch in denen kein Tor schießen konnte. Nach einer Spielzeit wechselte er zum Ligakonkurrenten FC Santos. Dort stand er für zwei Jahre unter Vertrag und bestritt im ersten Jahr 22 Ligaspiele und erzielte dabei acht Tore. In seinem letzten Jahr für Santos konnte Jamelli 19 Ligaspiele bestreiten und traf insgesamt fünf Mal ins Tor. Während der zwei Jahre beim FC Santos stand er in 41 Ligaspielen auf dem Spielfeld und schoss fünf Tore. 1997 unterschrieb er einen Vertrag beim japanischen Verein Kashiwa Reysol, wo er für eine Spielzeit unter Vertrag stand. In dieser bestritt er 28 Ligaspiele und traf 14-mal ins Tor. Außerdem absolvierte Paulo Jamelli zwei Spiele im Kaiserpokal, wo er einmal ins Tor treffen konnte. Im J. League Cup kam er ebenfalls zum Einsatz, auf sieben Einsätze folgte ein Tor.

### Real Saragossa (1997/98 bis 2002/03)
In der Saison 1997/98 wechselte er zum spanischen Verein Real Saragossa, wo er in seiner ersten Saison 16 Ligaspiele absolvierte und viermal ins Tor treffen konnte. 23 Ligaspiele bestritt Paulo Jamelli in seiner zweiten Saison, in der er abermals vier Tore schoss. In der Spielzeit 1999/00 kam er in 15 Ligaspielen zum Einsatz und traf dabei einmal. Seine beste Saison war die im Jahr 2000/01, in der er 33 Spiele bestritt und 13-mal ins Tor schoss. In der Saison 2001/02 konnte Jamelli die gleiche Statistik wie schon in der Spielzeit 1999/00 vorweisen (15 Spiele/1 Tor). Nach fünf Jahren in der ersten Liga stieg er mit Saragossa in die Segunda División ab, doch schon eine Saison später folgte der direkte Wiederaufstieg. Während der Segunda División 2002/03 absolvierte Jamelli fünf Ligaspiele und konnte ein Tor erzielen. Zur Saison 2003/04 verließ er Real Saragossa und konnte 24 Tore in 107 Spielen schießen.

### Restliche Karriere
2003 unterschrieb er einen Ein-Jahres-Vertrag bei den Corinthians São Paulo, wo er in 19 Ligaspielen zum Einsatz stand und drei Tore erzielen konnte. Im darauffolgenden Jahr wechselte er zum japanischen Verein Shimizu S-Pulse, wo er drei torlose Ligaspiele bestritt. Die Saison 2004/05 war Paulo Jamelli nochmals in Spanien bei UD Almería aktiv, er traf zweimal in 26 Ligaeinsätzen. Die Jahre 2005 bis 2007 stand er jeweils für eine Spielzeit für die Vereine Corinthians São Paulo, Atlético Mineiro und Grêmio Barueri unter Vertrag.
1996 bestritt Paulo Jamelli fünf A-Länderspiele für die brasilianische Fußballnationalmannschaft teil, in denen er zwei Tore erzielen konnte. Seit 2011 ist er Trainer beim Clube Náutico Marcílio Dias.

## Titel und Erfolge
- Copa del Rey 2000/01